# Sant Bartomeu (Roda de Berà)
Sant Bartomeu és l'església parroquial del municipi de Roda de Berà a la comarca del Tarragonès. L'edifici és protegit com a bé cultural d'interès local.

## Descripció
És un edifici renaixentista d'escàs interès. La planta té l'estructura d'una nau amb capelles laterals. La volta de la nau és de canó amb llunetes. La construcció està feta amb maçoneria i carreus a les cantonades. Hi ha una inscripció de 1612 a la llinda de la porta de la sagristia. Destaca per la seva façana on s'observa una rosassa i una gran portalada flanquejada per dues columnes estriades amb capitell corinti, que suporten un timpà de forma semicircular.

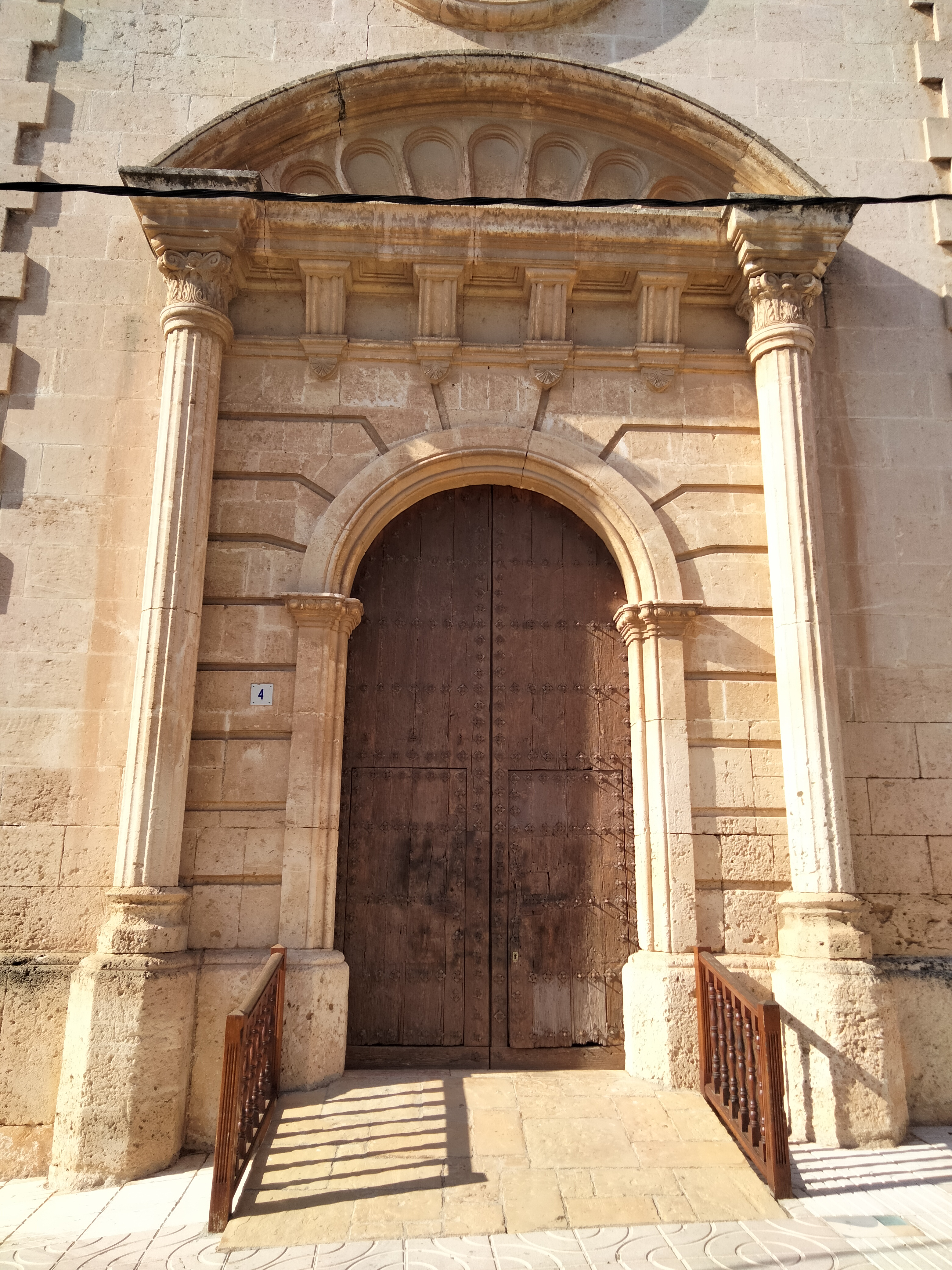
Portalada

La façana de la casa parroquial adjunta té cert interès amb les finestres decorades dins un estil de renaixement popular.

## Història
Se suposa que l'actual edifici parroquial es va aixecar durant el segle xvii a sobre o bé a la vora de l'anterior, ja que la data del 1612 figura a la llinda de la porta d'accés a l'actual capella del Santíssim i la del 1681 s'observa a la clau de volta de l'arc rebaixat del cor.
Originalment l'església havia estat un edifici de planta rectangular amb un parell de capelles laterals adossades a cadascun dels seus costats i un senzill campanar d'espadanya. Durant la darrera dècada del segle xix es va allargar la nau central amb un cor i una nova façana i s'hi va aixecar un esvelt campanar en substitució de l'anterior, que presenta tres cossos diferenciats, una base quadrangular, un cos octogonal i, a sobre i separat per una terrassa, un cos més estret rematat per cúpula.
L'arquitecte Josep Maria Jujol i Gibert (1879-1949) va fer un projecte de restauració exterior iniciat el 1934, que no es va acabar. De l'intervenció de Jujol roman la mesa de l'altar major, les lloses del presbiteri, l'urna-sagrari del Santíssim i el cancell de l'entrada de la nau central.
Entre els anys 1996 i 1997 es van efectuar unes importants reformes a l'interior del temple, les quals van comportar que les quatre capelles laterals que hi havia es convertissin en un parell de naus adjacents a la principal. Es va canviar el paviment excepte l'enllosat de J.M. Jujol del presbiteri. També es van obrir tres finestres a la paret de ponent. Així mateix, es va canviar l'entrada de la rectoria des de l'interior del temple i, en comptes d'accedir-hi des d'una de les capelles laterals de la nau per mitjà d'uns esglaons, es va passar a fer-ho per la nova sagristia construïda a la dreta del presbiteri.
Fa pocs anys sobre dels esglaons originals de la portalada es va construir una rampa d'accés per a les persones discapacitades.